# 孔廣棨

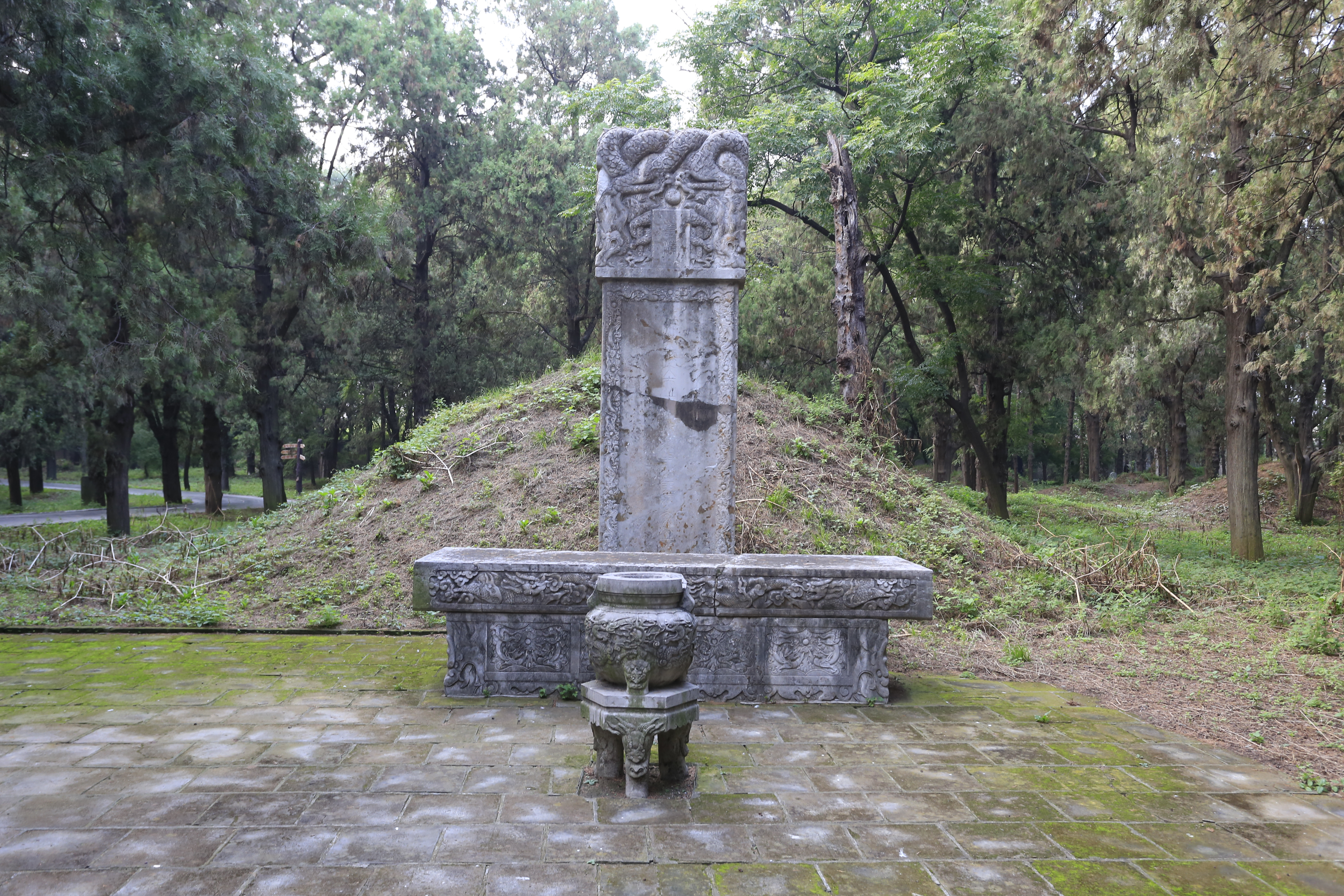
孔林内的孔廣棨墓

孔廣棨（1713年12月26日—1743年1月31日），字京立，號石門。孔子第七十代嫡長孫，祖父為衍聖公孔傳鐸、生父孔繼濩早卒；工書法，有詩文集。

## 生平
孔廣棨出生於康熙五十二年（1713年）十一月初九日申時:13。雍正九年（1731年）正月，孔傳鐸以老病乞休，因其嫡長子孔繼濩先於康熙五十八年病逝，遂命嫡長孫孔廣棨隔代承爵衍聖公，並且授二品冠服。雍正十年（1732年）八月二十日，衍聖公孔廣棨因曲阜林廟修葺告成而率領族人赴京謝恩，受到雍正帝的召見；雍正皇帝諭示：「汝為先聖後，當存聖賢心，行聖賢事，秉禮守義，以驕奢為戒。汝年方少，尤宜勤學讀書，敦品勵行，與汝族人相勸戒，相砥礪，為端人正士。」
乾隆三年（1738年）三月初二日，視學禮成，乾隆帝召見衍聖公孔廣棨等人時表示：「爾等既為聖賢之後，即當心聖賢之心。凡學聖賢者，非徒讀其書而已，必當躬行實踐，事事求其無愧，方為不負所學。況身為聖賢子孫，尤與凡人不同，若不能實加體驗，徒騖讀書之名，實於祖德家風不能無忝。」乾隆六年（1741年），孔廣棨上疏彈劾曲阜縣世職知縣孔毓琚，毓琚亦攻訐廣棨不法之事；最後，皇帝對孔廣棨開恩而將孔毓琚治罪。乾隆八年（1743年）正月初六日巳時去世，年僅三十一歲:13；由兒子孔昭煥襲爵。

## 家庭
- 祖父：孔傳鐸（1674年—1735年），雍正七年（1723年）承襲衍聖公。
- 祖母：李玉（1675年—1714年），壽光人，刑部右侍郎李迥第六女。[註 1][1]:12-13
  - 父：孔繼濩（1697年—1719年），早逝未襲封，追贈衍聖公。
  - 母：王氏（1692年—1752年），宛平人，刑部郎中王克昌第三女、保和殿大學士兼禮部尚書王熙孫女；誥封衍聖公太夫人。[註 2]乾隆三年（1738年），守寡近二十年的王氏获乾隆帝御筆匾額「冰霜劲节」[3]。
    - 妻：何慶霄（1713年—1782年），字雲華，直隸順天府大興縣人，欽天監春官正何君錫之孫女、禮部左侍郎何國宗次女。[註 3]
      - 子：孔昭煥（1735年—1782年），乾隆八年（1743年）承襲衍聖公。
      - 長女：孔德榮，嫁給江南婁縣人張應田（刑部尚書張照長子）。
      - 次女：孔德芳，嫁給山東長山人、內閣侍讀學士袁守誠（太常寺少卿袁承寵第四子）。

## 附註
1. ↑  「繼配李氏，諱玉，壽光人，刑部右侍郎迥第六女。康熙十四年正月初一日午時生，五十三年九月二十七日丑時卒，年四十。……徐氏，諱昭，德清人，禮部侍郎銜翰林院侍讀倬孫女、工部尚書元正第三女。康熙三十七年十二月初十日酉時生，乾隆四十九年七月十八日酉時卒，年八十七。子六：繼濩、繼溥，李夫人出；……」
2. ↑  「夫人王氏，宛平人，刑部郎中王克昌第三女；誥封衍聖公太夫人。康熙三十一年九月十九日子時生，乾隆十六年十二月初六日戌時卒，年六十。子二：廣棨、廣柞。女二：貞慧，適太子太保文淵閣大學士兼吏部尚書溧陽史貽直次子三品卿銜奕昂。貞秀，文淵閣大學士兼工部尚書海寧陳世倌次子候選州同克光」
3. ↑  「夫人何氏，諱慶霄、字雲華，大興人，欽天監春官正君錫孫女、禮部左侍郎國宗次女。康熙五十二年十月二十六日戌時生，乾隆四十四年七月二十七日戌時卒，年六十七。子一，昭煥。女二：德榮，適刑部尚書婁縣溧陽張照長子湖南分守衡永彬桂道應田；德芳，適太常寺少卿長山袁承寵第四子內閣侍讀學士守誠」

## 外部連結
[在维基数据编辑]
 《清史稿·卷483》，出自趙爾巽《清史稿》
 在维基共享资源阅览影像
| 前任： 祖父孔傳鐸 | 衍聖公 1731年—1743年 | 繼任： 子孔昭煥 |